# Guymon
Guymon ist eine Stadt (City) in Oklahoma in den USA und der Verwaltungssitz des Texas County. Das U.S. Census Bureau hat bei der Volkszählung 2020 eine Einwohnerzahl von 12.965 ermittelt.
Der Ort ist der größte im Oklahoma Panhandle, einem Gebietsstreifen zwischen Colorado und Texas, Teil der Great Plains, eines trockenen Präriegebietes der USA.
Guymon liegt am U.S. Highway 54; der lokale Flughafen hat den IATA-Flughafencode GUY.

## Söhne und Töchter der Stadt
- Michael Brown (* 1954), Regierungsbeamter
- Claudia Bryar (1918–2011), Schauspielerin
- Jeremy Sochan (* 2003), Basketballspieler
- Larry D. Welch (* 1934), General